# 지니 계수

지니 계수를 그래프로 나타낸 것
(삼각형의 면적은 1로 간주한다)

지니 계수( - 係數, 영어: Gini coefficient, 이탈리아어: coefficiente di Gini)는 경제적 불평등(소득 불균형)을 계수화한 것이다. 오늘날 널리 사용되는, 불평등의 정도를 나타내는 통계학적 지수로, 이탈리아의 통계학자인 코라도 지니(Corrado Gini)가 1912년 발표한 논문 "Variabilità e mutabilità"에 처음 소개되었다. 서로 다른 로렌츠 곡선들이 교차하는 경우 비교하기가 곤란하다는 로렌츠 곡선의 단점을 보완할 수 있다. 지니 계수는 소득 분배의 불평등함 외에도, 부의 편중이나 에너지 소비에 있어서의 불평등함에도 응용된다.

## 원리
인구의 누적비율과 소득의 누적 점유율 사이의 상관관계를 나타내는 로렌츠 곡선은 소득분배가 완전히 평등하다면 기울기가 1인 대각선의 형태가 될 것이다. 이는 바꾸어 말하면 현실의 소득분포가 완전 평등에서 멀어질수록 로렌츠 곡선은 대각선에서 멀어진 곡선의 형태를 띨 것이라는 것을 의미한다. 이제 대각선과 로렌츠 곡선 사이의 면적을 A, 로렌츠 곡선 하방의 면적을 B라고 하면, 지니계수는 A/(A+B)라는 공식을 통해 구할 수 있다. 따라서 완전 평등하다면 0(A의 값이 0이므로), 완전 불평등한 상태라면 1이 될 것(B의 값이 0이므로)이다. 이를 통해서 서로 다른 사회들 간의 불평등의 정도를 비교할 수도 있다.

## 유의해야 할 점과 한계
지니 계수는 소득의 불평등함을 나타내는 지표의 하나가 되고 있지만, 몇 가지 유의 사항이 있다.
- 같은 지니 계수여도 로렌츠 곡선이 현저하게 차이가 나면 실제 느끼는 불평등함은 다를 수 있다.
- 세금이나 사회 복지 등에 의해 재분배 기능이 강한 나라의 경우, 초기 소득(세전 급여)에서의 지니 계수와, 소득 재분배 후의 지니 계수가 다르다.
- 전 계층의 소득분배 상태를 하나의 수치로 나타내므로 특정 소득계층의 소득분포 상태를 알 수 없다.[2]

## 지니계수의 공식
A영역 = 로렌츠 곡선과 완전균형 대각선과의 사이 = 불평등 면적
B영역 = 삼각형 전체면적 - A영역
지니계수 {\displaystyle G={{A} \over {A+B}}}
소득 완전평등 = 0 , {\displaystyle G={{0} \over {0+B}}}
로렌츠곡선이 완전균형 대각선에 수렴하여 일치될 때 A영역은 B영역에 의해 없어진다고 볼 수 있다.
소득 완전불평등 = 1 , {\displaystyle G={{A} \over {A+0}}}
로렌츠곡선이 수직선에 수렴하여 일치될 때 B영역은 A영역에 의해 없어진다고 볼 수 있다.

## 같이 보기
- 로렌츠 곡선
- 십분위분배율
- 사회복지지출